# Solarolo Rainerio
Solarolo Rainerio är en ort och kommun i provinsen Cremona i regionen Lombardiet i Italien. Kommunen hade 939 invånare (2018).